# Ingermina o la hija de Calamar
Ingermina o la hija de Calamar publicada inicialmente bajo el título de Yngermina o la hija de Calamar. Novela histórica, o Recuerdos de la conquista, 1533 a 1537. Con una breve noticia de los usos, costumbres y religión del pueblo de Calamar.. Es una novela colombiana escrita por Juan José Nieto Gil y editada por primera vez en 1844 estando su autor exiliado en Kingston. La obra es notable por ser el primer ejemplo del género novelesco en Colombia.

## Argumento
El libro inicia con una «breve noticia histórica», que habla de la sociedad del Calamarí precolonial como próspera, «la más numerosa, la más fuerte y la más civilizada» de sus alrededores. Se describe así el sistema polígamo de los indígenas calamares, en el cual las mujeres se reparten entre los amigos durante los viajes del patriarca, y los hijos nacidos de dichas uniones son considerados legítimos de la casa. Hace mención también de las prácticas de luto de los calamares, que incluyen el “derecho de hablar bien o mal del difunto: su memoria pertenecía al pueblo”, y “la cena de los muertos, que consistía en un banquete tenido en presencia el cadáver al que asistían todos los de casa y los amigos. Se comía llorando o haciendo que se lloraba, y suponiendo vivo entre ellos el difunto se despedían de él”
La narrativa propiamente dicha comienza igual antes de la colonia, con una rebelión entre los calamares que dio fin al mandato del tiránico cacique Marcoya y llevó al poder al caudillo popular Ostáron, quien para “evitar que el furor del pueblo recayese también sobre la familia del Cacique”, “se llevó a su casa la viuda y a Ingermina, entonces niña de sólo cuatro años”. Ingermina es entonces criada como princesa dentro de la casa de Ostáron en compañía del hijo de este Catarpa. Los dos niños son una mezcla de primos y hermanos de crianza, pero también son reservados el uno para el otro como una futura pareja, perteneciendo ambos a la nobleza indígena. Esta unión se interrumpe con la conquista española, y la llegada del conquistador Alonso de Heredia, hermano menor del gobernador Pedro de Heredia. Cuando Alonso conoce a Ingermina queda cautivado por su belleza desde el primer momento. Comienza a surgir entre los indígenas una división entre aquellos que se someten, encabezados por Ingermina quién es rápidamente occidentalizada, y aquellos que buscar revelarse; estos últimos están encabezados por Catarpa, para quien sus compatriotas “se han humillado […] a los pies del vencedor, sin dar siquiera la más pequeña muestra de recibir el yugo con repugnancia”. Los indígenas son finalmente sometidos y Catarpa es capturado, aunque los conquistadores le dan trato de prisionero de honor por su valentía.
El libro pasa entonces a una analepsis en la que se narra el origen de Ingermina. El valenciano musulmán Hernán Velásquez convence a su suegro de convertirse junto con él al cristianismo durante el periodo de la reconquista ibérica. Después de un breve período viviendo dichoso con su suegro y su esposa, esta muere y Velásquez, desilusionado, parte hacia el Nuevo Mundo, donde es olvidado en una playa, junto a los indígenas de Calamarí. Eventualmente Velásquez se acultura a la sociedad indígena y se casa con Tálmora, hija de su protector Contarmá, con quien tiene una niña. Estos eran los días en que el reino calamar sufría la tiranía del cacique Marcoya, quien ataca a Velásquez, raptando su esposa e hija. Los españoles lo encuentran derrotado y creyendo muertas a Tálmora y a su hija Ingermina.
La situación se complica con la llegada de Juan de Badillo quién substituye a Pedro de Heredia como gobernador de Cartagena de Indias. Badillo reduce los Heredia a prisión, instaura el tráfico de indios esclavos hacia sus plantaciones de caña de azúcar de la isla de Santo Domingo.

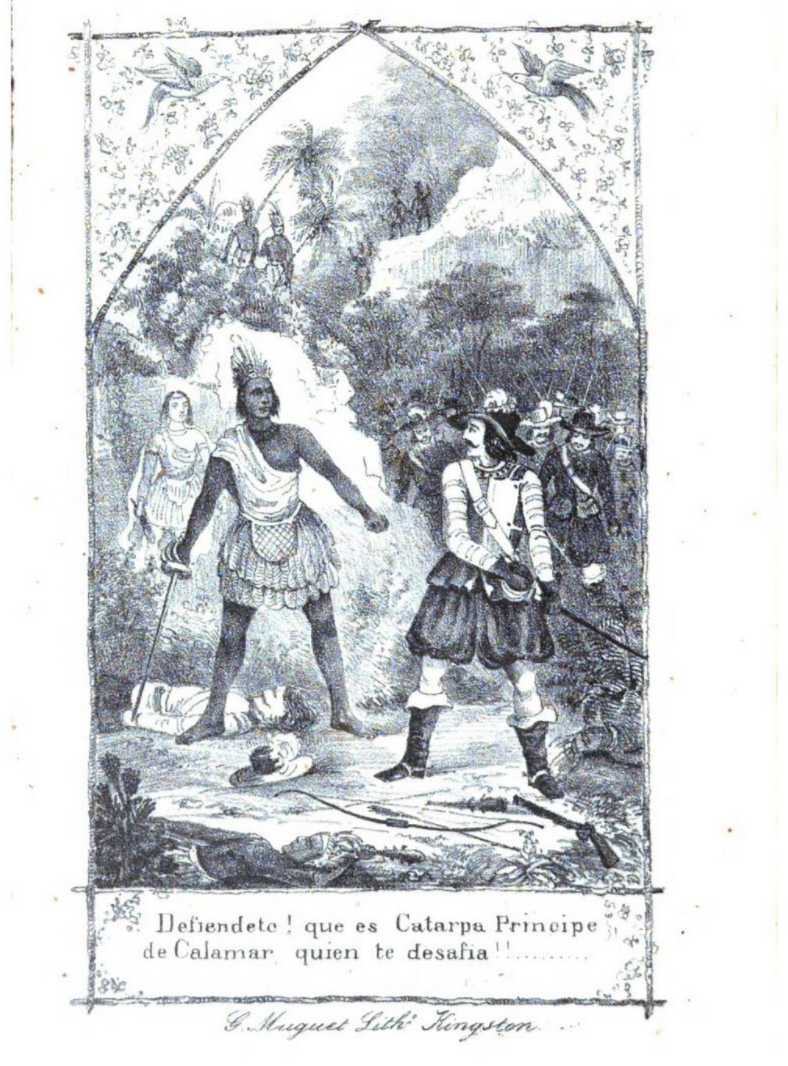
Catarpa desafiando al conquistador español.

Ingermina y Catarpa son encarcelados y han de ser deportados a Santo Domingo como esclavos. Los héroes se salvan lanzándose al mar al momento de la deportación y preparan la victoria final sobre el tirano Badillo con la ayuda del primer obispo de Cartagena, Fray Tomás del Toro, quién informa al rey sobre las atrocidades de Badillo. El Rey nombra a Francisco de Santa Cruz como nuevo gobernador en substitución de Badillo. Con su llegada a Cartagena, Santa Cruz envía a Badillo a la cárcel. Pedro de Heredia regresa de España, absuelto por el Rey y Alonso finalmente puede casarse con Ingermina.